# FRA10AC1
FRA10AC1‏ (FRA10A associated CGG repeat 1) هوَ بروتين يُشَفر عند البشر بواسطة جين FRA10AC1.

## الوظيفة
البروتين المشفر بواسطة هذا الجين هو بروتين فسفوري نووي مجهول الوظيفة. يعد UTR 5 ' لهذا الجين جزءًا من جزيرة CpG ويحتوي على منطقة تكرار CGG ترادفية تتكون عادةً من 8-14 تكرارًا ولكن يمكن أن تمتد إلى أكثر من 200 تكرار. يصبح الأليل الموسع مفرط الميثيل ولا يتم نسخه ؛ ومع ذلك ، فإن منطقة التكرار الممتدة لم ترتبط بأي نمط ظاهري لأي لمرض. تم العثور على هذا الجين داخل موقع حساس لحمض الفوليك FRA10A. 